# Chianciano Terme
Chianciano Terme es una localidad italiana de la provincia de Siena, región de Toscana, con 7.467 habitantes.

Ubicación de la ciudad de Chianciano Terme dentro de la provincia de Siena.

## Evolución demográfica
| Gráfica de evolución demográfica de Chianciano Terme entre 1861 y 2001 |
|                                                                        |
| Fuente ISTAT - Elaboración gráfica por parte de Wikipedia              |